# 联邦快递金考
联邦快递金考（英語：FedEx Kinko's），原名金考快印（Kinko's），是一家以印务为主要业务的全球连锁公司，总部设在美国德克萨斯州的达拉斯市。金考快印的主要客户是商务公司及SOHO族。目前，金考快印在亚洲、大洋洲、欧洲及北美洲有超过1200家分店，超过2万名员工。如今，已经在美国占据了80％以上的数码快印市场份额。
1970年，金考快印由保罗·奥法里(Paul Orfalea)在加州大学创立，因为他的蜷曲的头发而有一个“金考”(Kinko)的绰号，因此金考快印得名。2000年，他因为和其他投资者的矛盾而离开了金考快印。
金考快印提供的服务以其一站式文件处理和商务服务而著称。包括彩色和黑白数码印刷、彩色大图喷绘；工程图打印、复印和扫描存档。室内外平面广告的设计和制作，传真、计算机租赁和因特网服务，文件扫描存档、光盘制作、个性化图文设计和制作，文件装订服务等。特别是其因特网服务，大大方便了用户。此外，金考快印还特别注意用户隐私及安全问题，防止客户的竞争对手在金考快印以不正当的手段获得资料。
金考快印是美国最知名的前100个品牌之一，还曾被《商业周刊》评为互联网应用50强。
2004年2月，金考被联邦快递(FedEx)以24亿美元收购，成为联邦快递的子公司。同年，金考快印在北京、上海、深圳、广州开设了9家分店，但2012年2月起陸續關閉分店，停止在中國大陸的營運。
联邦快递金考的主要竞争对手有：The UPS Store、OfficeMax、AlphaGraphics、Staples和Sir Speedy。.